# Alestopetersius
Genre
Alestopetersius est un genre de poissons d'eau douce de la famille des Alestidae.

## Répartition
Les espèces du genre Alestopetersius se rencontrent en Afrique.

## Liste d'espèces
Selon World Register of Marine Species (13 décembre 2023) :
- Alestopetersius bifasciatus (Poll, 1967)
- Alestopetersius brichardi Poll, 1967
- Alestopetersius caudalis (Boulenger, 1899)
- Alestopetersius compressus (Poll & Gosse, 1963)
- Alestopetersius conspectus Mbimbi Mayi Munene & Stiassny, 2012
- Alestopetersius hilgendorfi (Boulenger, 1899)
- Alestopetersius leopoldianus (Boulenger, 1899)
- Alestopetersius nigropterus Poll, 1967
- Alestopetersius smykalai Poll, 1967
- Alestopetersius tumbensis Hoedeman, 1951

## Classification
Le nom valide complet (avec auteur) de ce taxon est Alestopetersius Hoedeman, 1951,.

## Étymologie
Le nom générique, Alestopetersius, n'a pas d'étymologie avérée mais est supposé être la combinaison des deux genres que sont Alestes et Petersius, le premier étant le genre type de la famille des Alestidae et le deuxième le genre dans lequel était initialement classée l'espèce type Alestopetersius hilgendorfi.

## Publication originale
- (en) J. J. Hoedeman, « Studies on African Characid Fishes I. The tribe Alestidi (I) », Beaufortia, NBC, vol. 1, no 3,‎ 10 mai 1951, p. 1-8 (ISSN 0067-4745, lire en ligne).